# Médenine
Médenine (arabe : مدنين  [mɪdniːn]) est une ville du sud-est de la Tunisie.
Elle est située dans la plaine de la Djeffara et traversée par plusieurs oueds dont l'oued Smâr.

## Géographie

### Localisation
Elle occupe une position centrale dans le sud-est tunisien car se trouvant à 75 kilomètres au sud de Gabès, 78 kilomètres à l'ouest de Ben Gardane et une cinquantaine de kilomètres au nord de Tataouine ; la capitale Tunis se trouve à 482 kilomètres au nord.
Le territoire de la ville de Médenine est délimité par le gouvernorat de Gabès, Sidi Makhlouf et la mer Méditerranée au nord, Beni Khedache à l'ouest, Ben Gardane à l'est et le gouvernorat de Tataouine au sud.
| Gouvernorat de Gabès Sidi Makhlouf | Mer Méditerranée         | Zarzis      |
| Beni Khedache                      | Médenine                 | Ben Gardane |
| Gouvernorat de Tataouine           | Gouvernorat de Tataouine | Ben Gardane |

### Climat
| Mois                              | jan.  | fév.  | mars  | avril | mai   | juin  | jui.  | août  | sep.  | oct.  | nov. | déc.  | année |
| --------------------------------- | ----- | ----- | ----- | ----- | ----- | ----- | ----- | ----- | ----- | ----- | ---- | ----- | ----- |
| Température minimale moyenne (°C) | 7,3   | 8,2   | 10,6  | 13,4  | 17    | 20,4  | 22,8  | 23,7  | 21,9  | 18,2  | 12,8 | 8,9   | 15,43 |
| Température maximale moyenne (°C) | 17,5  | 19,3  | 22,2  | 25,8  | 29,8  | 33,6  | 36,5  | 37    | 33,4  | 29,4  | 23,4 | 18,6  | 27,21 |
| Ensoleillement (h)                | 203,7 | 213,6 | 239,6 | 247,8 | 289,2 | 313,8 | 319,2 | 324,4 | 266,8 | 236,8 | 211  | 203,7 | 433,4 |
| Précipitations (mm)               | 23,2  | 13,6  | 19,7  | 9,9   | 5,2   | 1,8   | 0,2   | 1,1   | 14,7  | 21    | 22   | 29,5  | 161,9 |

| Diagramme climatique                                  |             |              |             |           |             |             |           |              |            |            |             |
| J                                                     | F           | M            | A           | M         | J           | J           | A         | S            | O          | N          | D           |
| 17,57,323,2                                           | 19,38,213,6 | 22,210,619,7 | 25,813,49,9 | 29,8175,2 | 33,620,41,8 | 36,522,80,2 | 3723,71,1 | 33,421,914,7 | 29,418,221 | 23,412,822 | 18,68,929,5 |
| Moyennes : • Temp. maxi et mini °C • Précipitation mm |             |              |             |           |             |             |           |              |            |            |             |

## Histoire
On peut y trouver des ksour et des ensembles de greniers à provisions de forme demi-cylindrique appelés ghorfas ; les premiers d'entre eux ont été construits vers le XVIIe siècle. En 1893, on dénombre 35 ksours et 6 000 ghorfas. Ces ksour de plaine se sont ensuite progressivement transformés en un centre urbain.
À partir de 1897, le caïdat de la tribu des Ouerghemma s'installe à Médenine et a sous son autorité les populations des régions de Médenine, Ben Gardane et Zarzis, mais aussi celles de la région de Tataouine jusqu'à la création du caïdat des Ouadernas en 1925. Médenine est également le siège du commandement militaire des territoires du Sud sous le protectorat français, d'un bureau des affaires indigènes responsable de ces territoires et d'un cercle militaire.
Médenine est élevé au rang de commune le 13 décembre 1913. Les premiers aménagements de la ville datent de cette époque, avec notamment l'ouverture d'une grande place pour la tenue du marché en 1906, l'ouverture de plusieurs larges rues, l'édification de bâtiments publics et le développement d'un village européen sur la rive sud de l'oued. Médenine compte 1 123 habitants, dont 989 Tunisiens et 134 Européens, lors du recensement de 1926.
La région est le théâtre d'un échec allemand, la contre-attaque du général Erwin Rommel dans le cadre de l'opération Capri, en mars 1943, contre les forces britanniques de la 8e armée. La bataille est le dernier engagement de Rommel en Afrique du Nord avant qu'il ne soit remplacé par le général Hans-Jürgen von Arnim en tant que commandant de l'Afrika Korps.
Après l'indépendance du pays en 1956, la majorité des ksours de Médenine sont démolis afin de laisser place à une ville plus moderne. Ainsi, des 6 000 ghorfas dénombrées au début du XXe siècle n'ont survécu que quelques centaines. La revalorisation et la restauration de ce patrimoine intervient plus tard grâce à leur intérêt touristique.

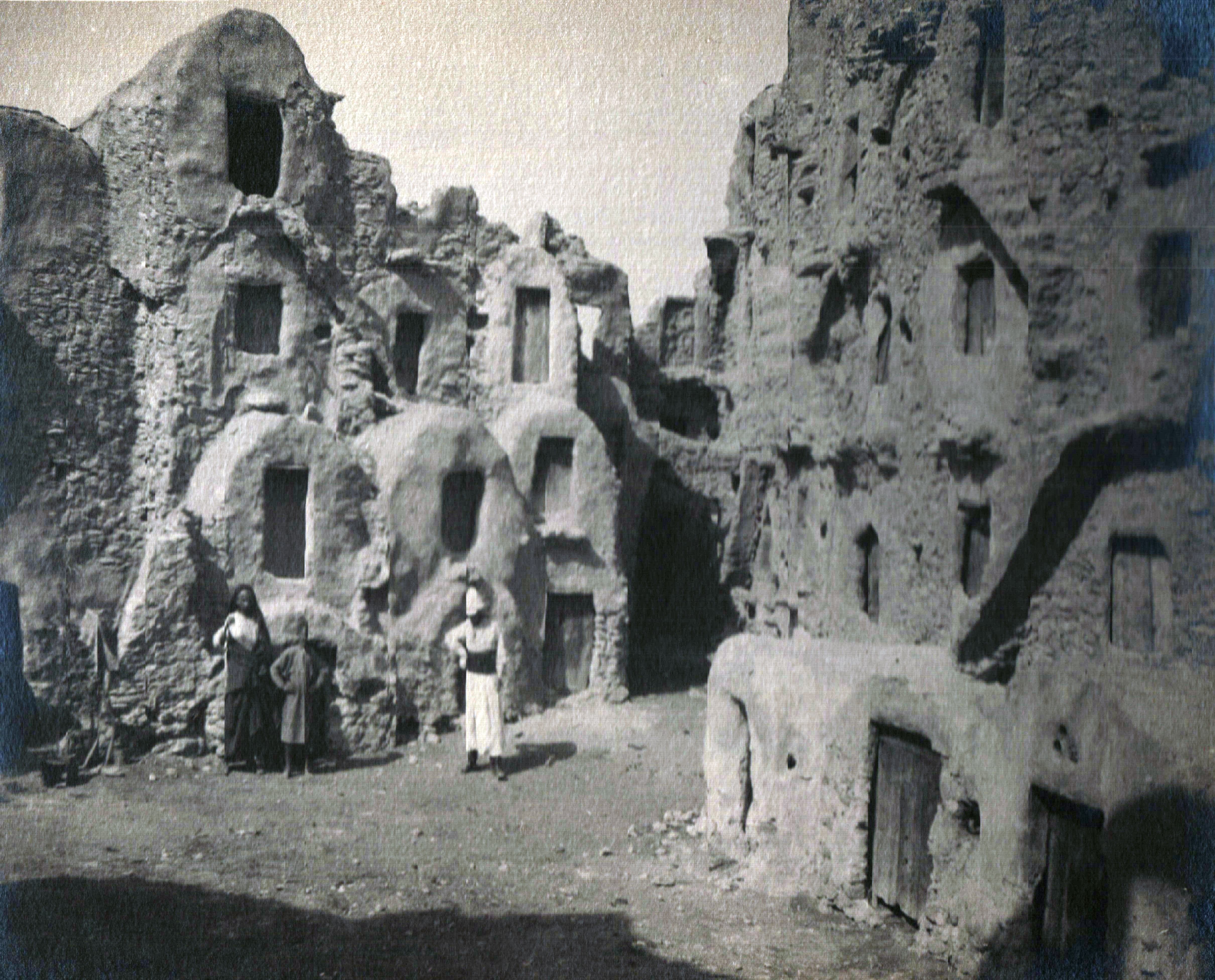
Ghorfa de Médenine (1945).
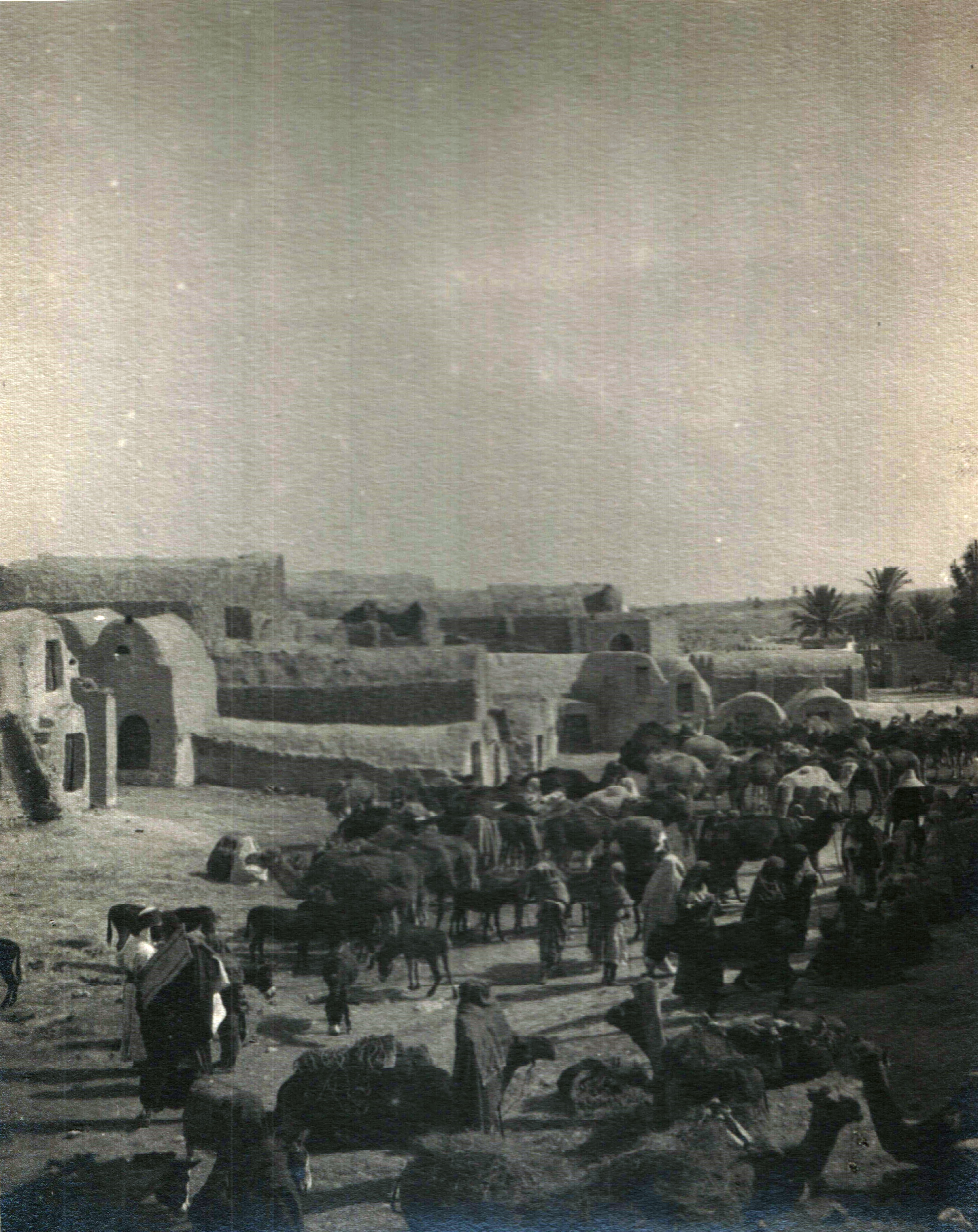
Marché de Médenine (1945).
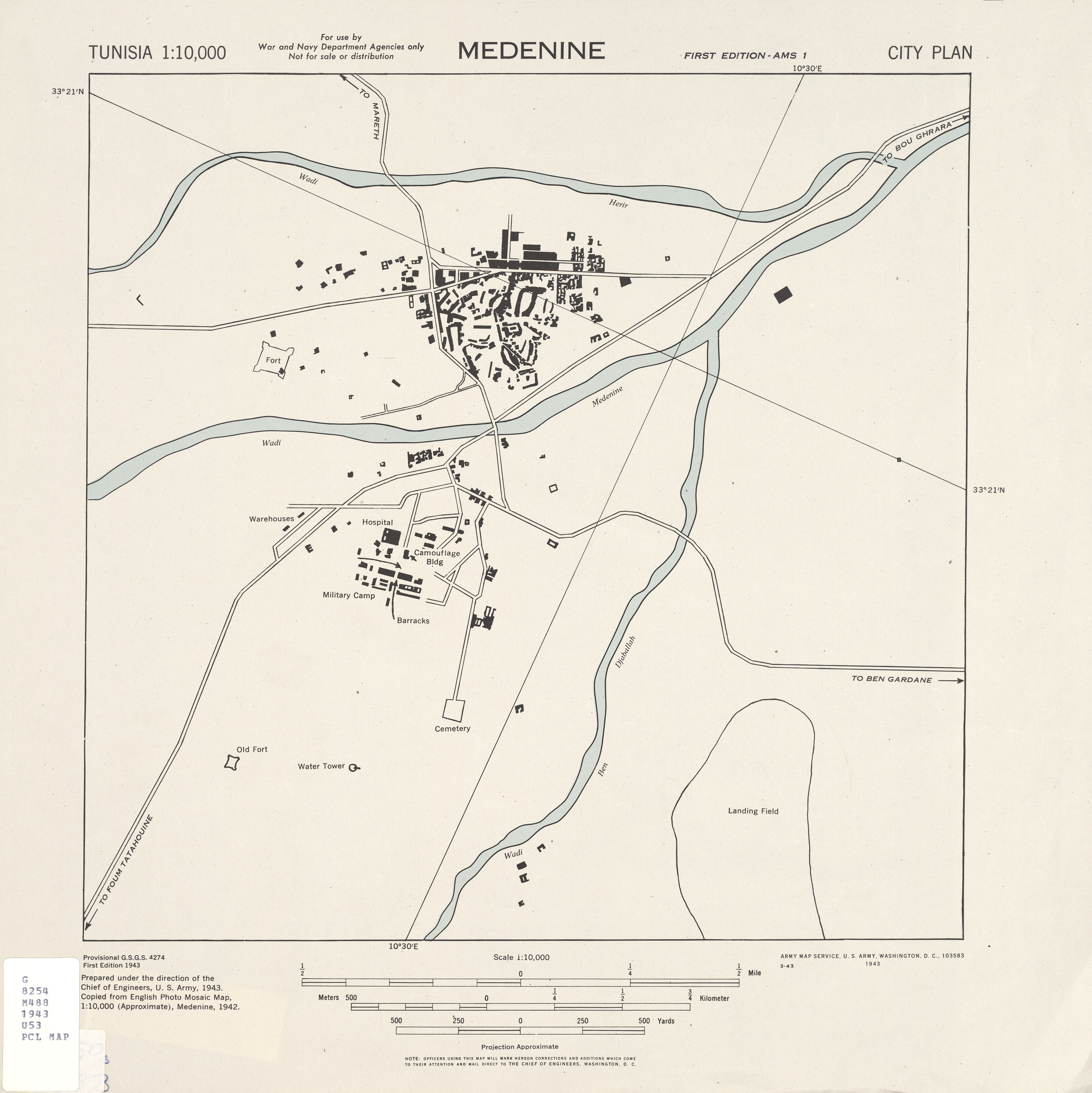
Carte de Médenine par l'United States Army (1942).

## Politique et administration

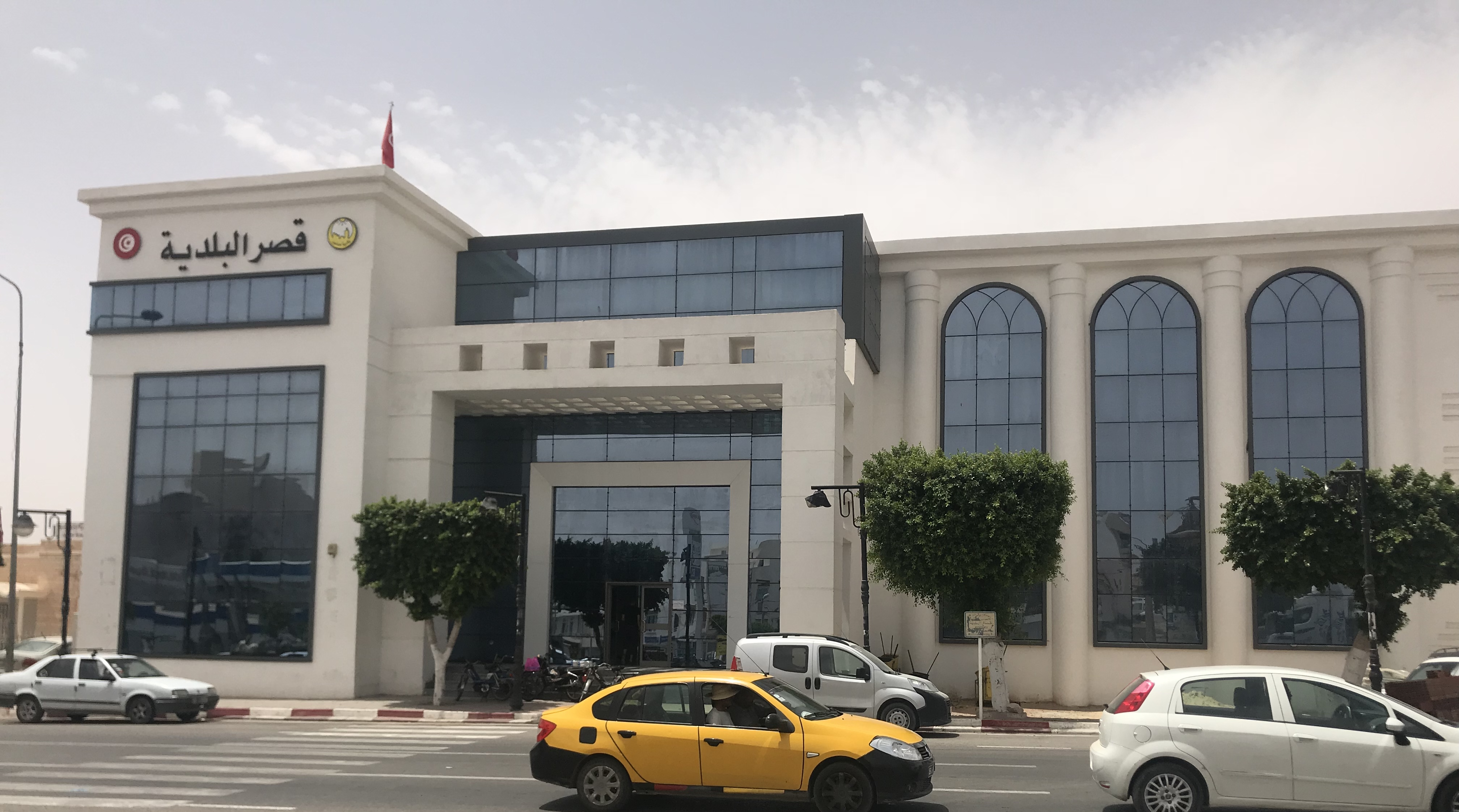
Hôtel de ville de Médenine en 2018.

### Rattachements administratifs
Médenine est une municipalité et divisée entre deux délégations : Médenine Nord et Médenine Sud. Elle est rattachée au gouvernorat du même nom dont elle est le chef-lieu et dont le gouverneur est, en décembre 2021, Saied Ben Zayed.

### Liste des maires
| Maire            | Parti    | Début de mandat | Fin de mandat | Remarques                                                 |
| ---------------- | -------- | --------------- | ------------- | --------------------------------------------------------- |
| Moncef Ben Yamna | Ennahdha | 26 juin 2018    | en cours      | Élu après les élections municipales tunisiennes de 2018,. |

### Jumelages
- Bédarieux (France) depuis 1996[19]

## Population et société

### Démographie
En 2014, la ville de Médenine compte 71 406 habitants avec une densité de 1 298 habitants au kilomètre carré.
| Hommes | Classe d’âge | Femmes |
| ------ | ------------ | ------ |
| 11,44  | 60 et +      | 9,84   |
| 9,73   | 50-59        | 9,41   |
| 12,19  | 40-49        | 12,66  |
| 15,09  | 30-39        | 17,9   |
| 16,74  | 20-29        | 18,92  |
| 8,48   | 15-19        | 7,84   |
| 7,585  | 10-14        | 6,95   |
| 8,47   | 5-9          | 7,66   |
| 10,25  | 0-4          | 8,85   |

### Enseignement
- Institut des régions arides de Médenine qui étudie les milieux du sud de la Tunisie ;
- Institut supérieur d'informatique de Médenine ;
- Institut supérieur de biologie appliquée de Médenine ;
- Institut supérieur des sciences humaines de Médenine ;
- Institut supérieur des études technologiques de Médenine.

### Culture

#### Équipements culturels
- Bibliothèque publique Médenine-Nord[21] ;
- Bibliothèque régionale de Médenine ;
- Complexe culturel de Médenine[22].

### Santé
La ville est desservie par deux établissements hospitaliers :
- Hôpital régional Habib-Bourguiba ;
- Clinique privée Ibn-Arafa[23].

### Sports
Médenine est le siège du commissariat régional de la jeunesse, des sports et de l'éducation physique et du Club olympique de Médenine, club omnisports comptant une équipe de football évoluant en Ligue I et une équipe de handball qui joue en division 2.
Pour ce qui concerne les infrastructures, la ville dispose du stade olympique, d'une capacité de 6 000 places, d'une salle de sport couverte et de stades annexes pour les entraînements.

### Médias
Médenine accueille une chaîne privée de radio FM baptisée radio Jektiss.

## Économie
Elle abrite le siège social de l'Office de développement du Sud et une zone industrielle comportant des usines de carrelages, de briques et une usine d'embouteillage de l'huile d'olive.
Dans le nord de la ville, à Koutine, se trouve une usine de produits laitiers et de boissons gazeuses.
Elle est aussi un point de départ pour de nombreux circuits touristiques.

## Transport

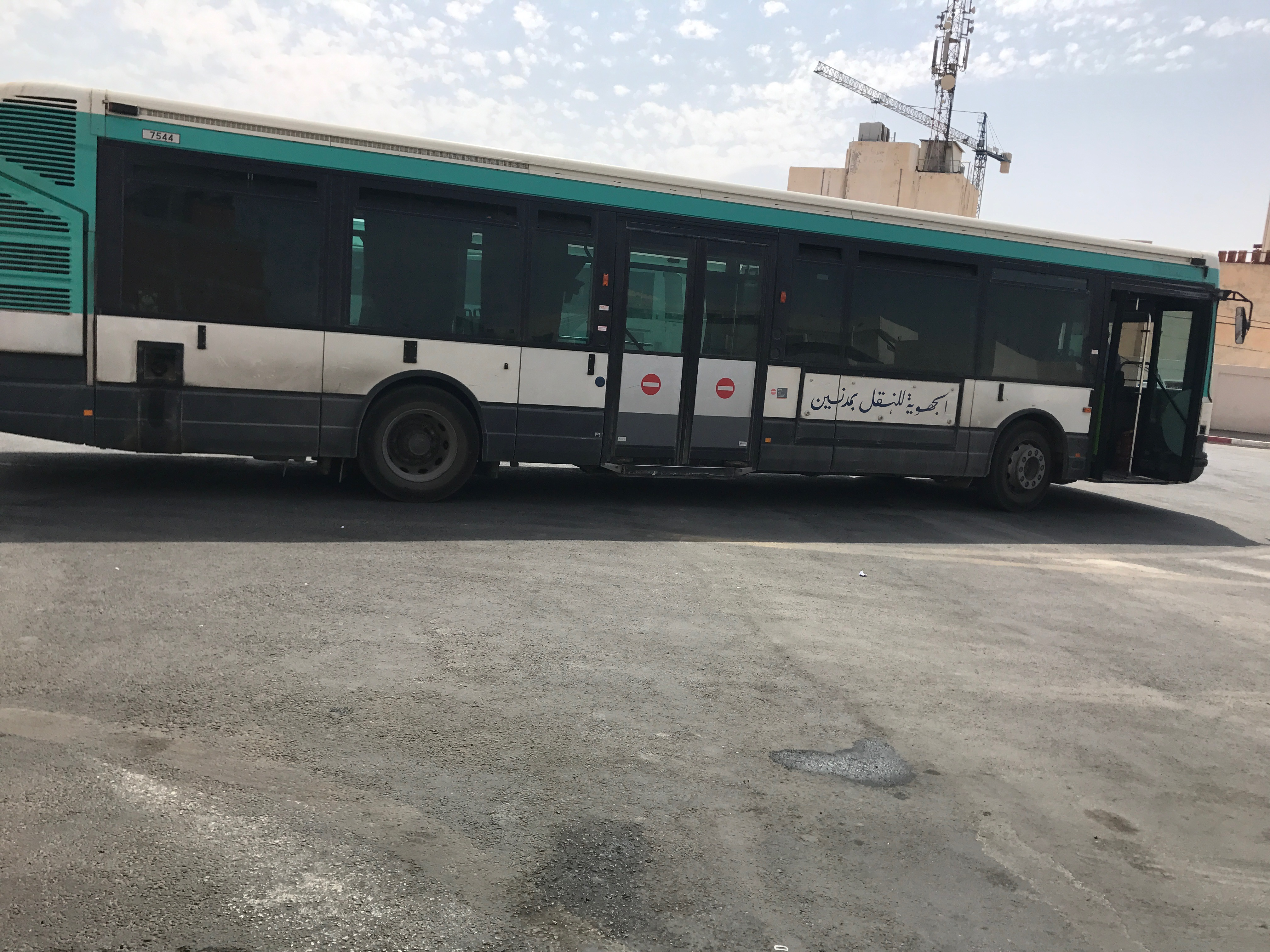
Bus de la SRT Médenine.

- Voies routières : la ville est traversée par les routes nationales RN1, RN19 et RN20, ainsi que les routes régionales RR108, RR113 et RR114[25].
- Voies autoroutières : elle est desservie par l'A1.
- Transports en commun :
  - Elle se trouve sur la ligne de bus assurée par la SNCFT[26] : 
    - Gabès - Mareth - Médenine - Ghomrassen - Tataouine ;
    - Gabès - Mareth - Médenine - Zarzis.

  - Elle n'est pas desservie par le réseau ferroviaire national. Il existe néanmoins un projet de prolongement, sans cesse reporté depuis 1981, de la ligne de Tunis à Gabès jusqu'à Ras Jedir et en passant par Médenine[27],[28].

## Patrimoine et culture locale

### Lieux et monuments
Les ghorfas qui subsistent encore de nos jours se trouvent dans les ksour suivants :
- Ksar Lobbeira qui abrite le musée des coutumes et des traditions de Médenine ;
- Ksar Ouled Brahim, appelé aussi Ksar Médenine, Ksar Touazine ou Ksar Orouch ;
- Ksar Ommarsia.

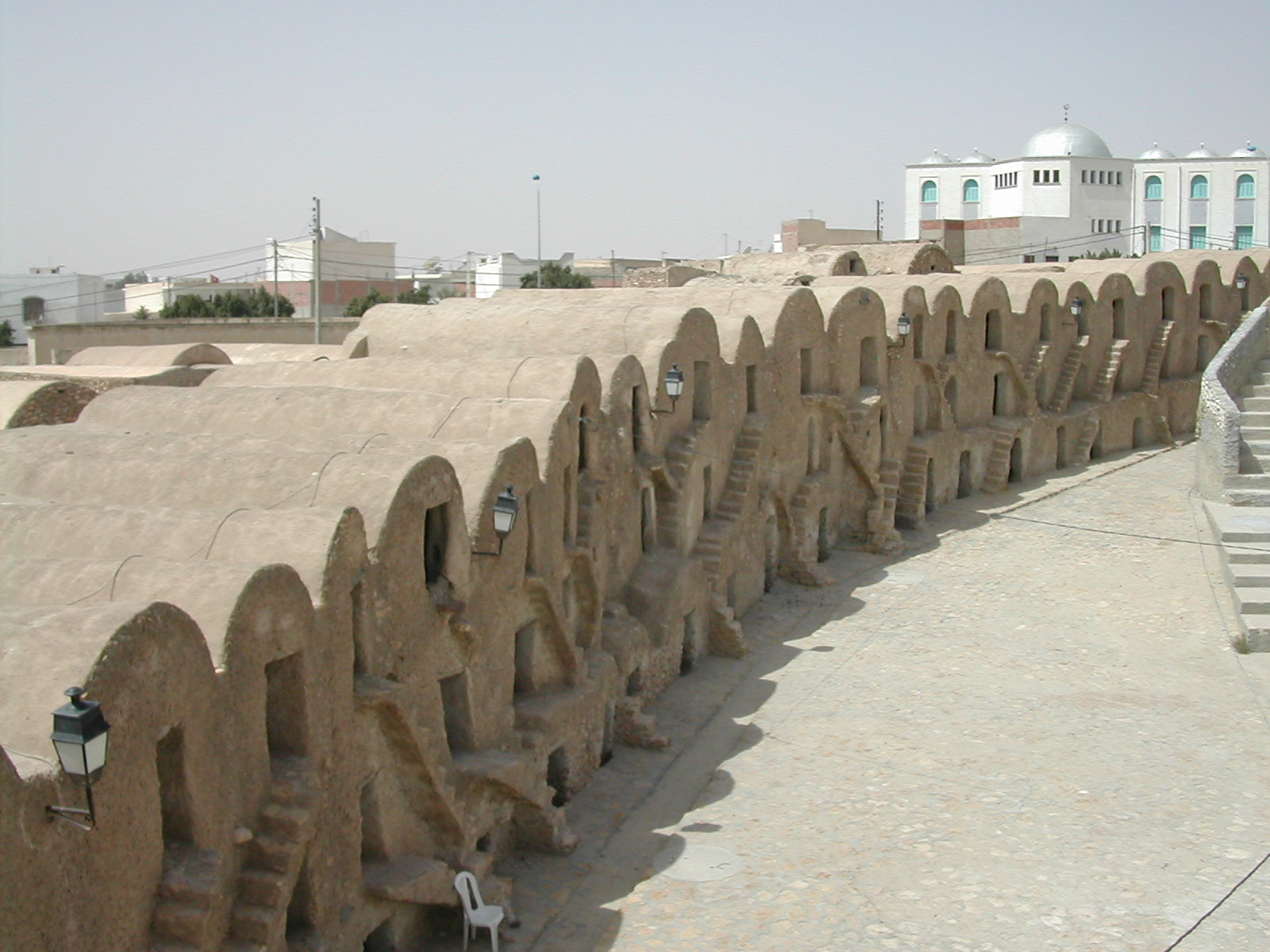
Ksar Lobbeira.
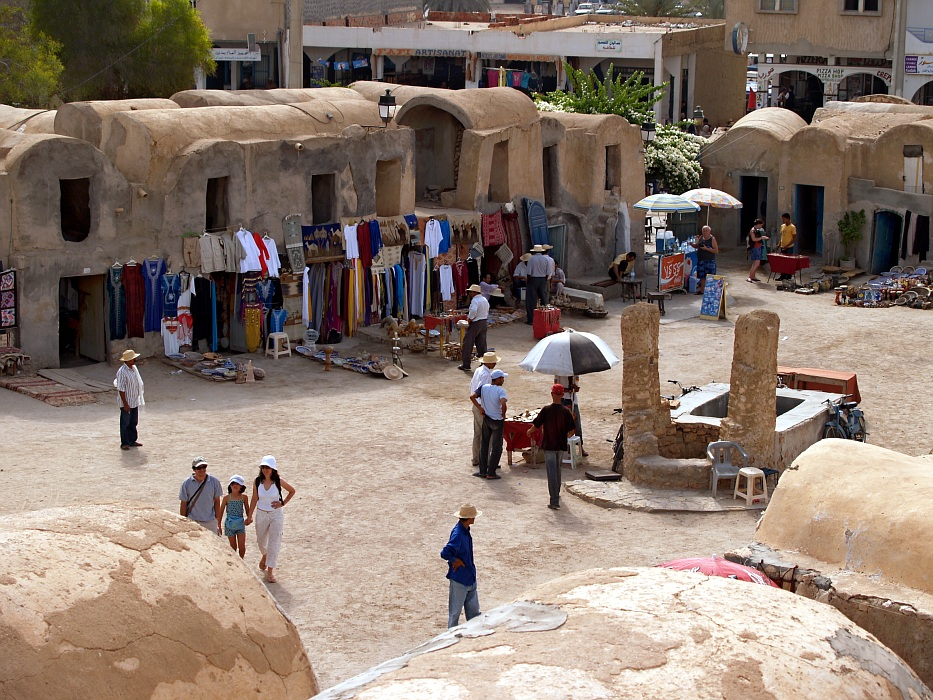
Ksar Ouled Brahim.
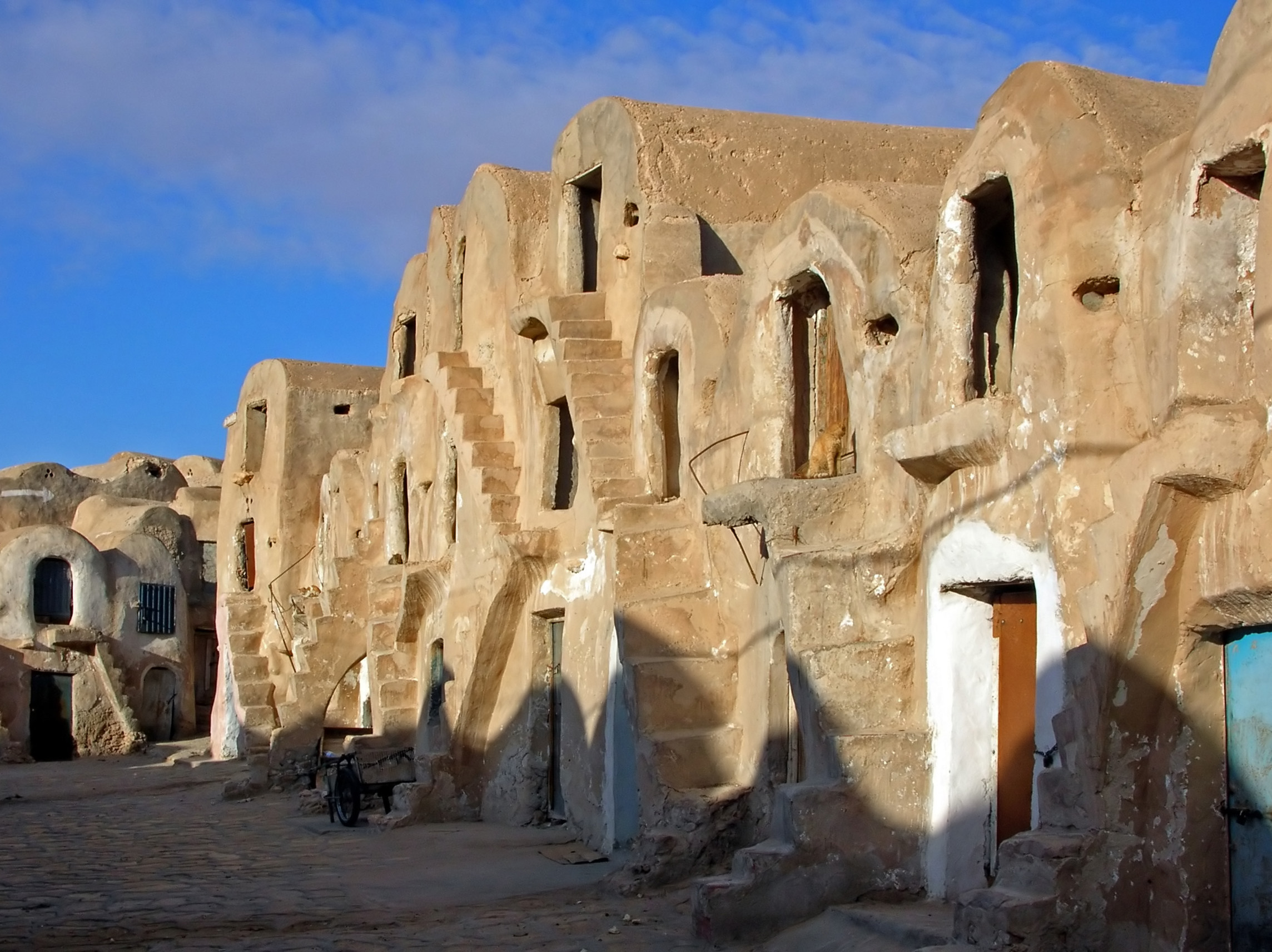
Ksar Ommarsia.

### Monuments disparus
- Des milliers de ghorfas sont démolis après l'indépendance du pays en 1956[14].
- La synagogue, située le long de la route menant à Djerba, est démolie dans les années 1990[29].
- L'Église Notre-Dame-de-Lourdes de Médenine, construite en 1918, est détruite après 1964.

### Œuvres artistiques et littéraires liées à la ville
Plusieurs scènes de l'épisode I de Star Wars ont été tournés dans un ksar de Médenine,.